# Space Channel 5
Space Channel 5 (スペースチャンネル5) est une série de jeux vidéo de rythme issue de la franchise du même nom, créée par Tetsuya Mizuguchi, initialement développée par Sega Software R&D Dept. 9 et éditée par Sega. Elle met en scène Ulala.

## Liste de jeux
| 1999 | Space Channel 5 (DC)                     |
| 2000 |                                          |
| 2001 |                                          |
| 2002 | Space Channel 5 (PS2)                    |
| 2002 | Part 2 (DC, PS2)                         |
| 2003 | Ulala's Cosmic Attack (GBA)              |
| 2003 | Special Edition (PS2)                    |
| 2004 |                                          |
| 2005 |                                          |
| 2006 |                                          |
| 2007 |                                          |
| 2008 |                                          |
| 2009 |                                          |
| 2010 |                                          |
| 2011 | Part 2 (Steam, Xbox 360, PS3)            |
| 2011 | Dreamcast Collection (Windows, Xbox 360) |
| 2012 |                                          |
| 2013 |                                          |
| 2014 |                                          |
| 2015 |                                          |
| 2016 |                                          |
| 2017 |                                          |
| 2018 |                                          |
| 2019 |                                          |
| 2020 | Kinda Funky News Flash! (PS4)            |

- Série principale
- Compilation

### Série principale
- 1999 - Space Channel 5
- 2002 - Space Channel 5: Part 2
- 2003 - Space Channel 5: Ulala's Cosmic Attack
- 2020 - Space Channel 5 VR: Kinda Funky News Flash!

### Compilations
- 2003 - Space Channel 5: Special Edition
- 2011 - Dreamcast Collection

## Affaire judiciaire
En 2003, après le portage de Space Channel 5 sur PlayStation 2, Kierin Magenta Kirby attaque Sega of America pour avoir utilisé « son apparence, son image et son nom » dans le jeu,,,. Selon ses déclarations, elle se serait opposée à ces utilisations, après que Sega lui aurait proposé 15 000 dollars entre mai et juillet 2000 pour en obtenir les droits. Durant le procès, Sega parvient à prouver que le jeu est sorti au Japon un an avant les accusations de la chanteuse, dont les développeurs n'avaient alors jamais entendu parler. Kierin Magenta Kirby fera appel et l'affaire prendra fin le 25 septembre 2006 : le juge tranchera en faveur de Sega et Kier sera condamnée à rembourser les frais juridiques de l'éditeur à hauteur de 608 000 dollars.